# Charles Logan
Charles Logan is een personage uit de televisieserie 24, gespeeld door Gregory Itzin. Hij is de Vicepresident van de Verenigde Staten onder president John Keeler tijdens seizoen 4. Na een terroristische aanslag op president Keeler tijdens Day 4: 11:00pm-12:00am wordt hij beëdigd als de 46e President van de Verenigde Staten.
Tijdens seizoen 8 is hij weer in beeld. Hij meldt zich bij President Allison Taylor met hulp voor de problemen van die dag. Aan het einde van seizoen 8 doet Logan een zelfmoordpoging, wegens zijn betrokkenheid in de aanslagen die dag. Daarbij loopt hij zwaar hersenletsel op.